# Zola Budd
Zola Pieterse, más conocida por su nombre de soltera Zola Budd (n. el 26 de mayo de 1966 en Bloemfontein, Estado Libre de Orange, Sudáfrica), es una atleta sudafricana especialista en pruebas de media distancia, ya retirada.

## Biografía

### Inicios
Se dio a conocer en 1984, cuando con solo 17 años batió el récord mundial de los 5000 metros en Stellenbosch, Sudáfrica, con una marca de 15:01,83. Lo hizo corriendo descalza, ya que siempre entrenaba y competía descalza.
Sin embargo la Federación Internacional de Atletismo (IAAF), no reconoció el récord debido a que por esa época Sudáfrica estaba excluida de los organismos internacionales debido a su política de segregación racial conocida como apartheid.

### Los Ángeles 1984
Ese mismo año se celebraban los Juegos Olímpicos de Los Ángeles, en los que Zola Budd no podía participar debido al veto que pesaba sobre Sudáfrica por su política de segregación racial, que la excluía de los Juegos desde 1960.
Pero ocurrió que un periódico británico, el Daily Mail, persuadió a Zola Budd para solicitar la ciudadanía británica, dado que su abuelo era británico, y poder así competir con este país en los Juegos de Los Ángeles.
Con el apoyo del Daily Mail, Budd obtuvo la ciudadanía británica en un tiempo récord, en medio de una gran controversia, ya que para ello se habían vulnerado los trámites legales y los plazos establecidos en este tipo de casos. Por esta época Budd se trasladó a vivir a Guildford, Inglaterra.
También en Sudáfrica hubo grandes protestas, ya que los grupos anti-apartheid se quejaban de la actitud británica, que mostraba una vez más el indisimulado apoyo dado por el gobierno de Margaret Thatcher al gobierno racista de Sudáfrica durante su mandato.
Finalmente Budd participó en los 3000 metros de los Juegos de Los Ángeles, y lo hizo descalza, como corría siempre.
La final se disputó el 11 de agosto. La primera parte de la carrera fue bastante lenta. A mitad de la prueba Zola Budd decidió tomar el mando y ponerse a tirar del grupo. Por su parte la estadounidense Mary Decker, campeona mundial el año anterior y otra de las favoritas, se puso detrás de Budd. En un momento dado se produjo un contacto entre ambas, y Decker tropezó y acabó en el suelo, lastimándose una pierna y teniendo que abandonar la prueba.
Budd siguió adelante tirando de la carrera, aunque finalmente acabaría pagando el esfuerzo y solo fue 7.ª clasificada.
Su encontronazo con Mary Decker fue una de las grandes polémicas de los Juegos, ya que los medios norteamericanos y la propia Decker culparon a Zola Budd de tirarla a propósito, mientras que los medios británicos apoyaban a Budd.
Observando las imágenes del incidente no parece que Budd hiciera nada antideportivo. Se trata de un lance de la carrera, y un caso de simple mala suerte para Decker. Por otro lado es difícil hacer recaer la responsabilidad de un contacto en una carrera sobre la atleta que corre delante, como era el caso de Budd.
En una encuesta realizada en 2002 por el canal británico Channel 4, este incidente fue incluido en el puesto 93.º de los 100 grandes momentos del deporte.
Sin embargo, el asunto se mezcló con temas políticos y patrióticos, y finalmente Zola Budd acabó siendo la gran perjudicada.

### Después de los Juegos
En 1985, se proclamó campeona del mundo de cross-country en Lisboa. Repetiría el mismo éxito al año siguiente en Neuchâtel. En ambas pruebas corrió también descalza.
El 26 de agosto de ese año, consiguió en Londres un nuevo récord mundial de los 5000 metros con 14:48,07 que esta vez si fue reconocido por la IAAF.
El 8 de febrero de 1986, batió en Cosford, Inglaterra, el récord mundial de los 3000 metros en pista cubierta con 8:39,79.
Sin embargo, falló en los Campeonatos de Europa de Stuttgart de ese mismo verano, donde fue 4.ª en los 3000 m.
En 1988, retornó a Sudáfrica y se retiró temporalmente del atletismo.
En 1989, contrajo matrimonio con Mike Pieterse y pasó a llamarse Zola Pieterse.

### Última etapa
El fin del apartheid en Sudáfrica a principios de los 90, y la posibilidad de que este país pudiera competir en los Juegos Olímpicos de Barcelona 1992, hicieron que Zola Budd regresara a la competición.
En 1991, consiguió en Durban una marca de 8:35,72 en los 3000 metros, la segunda mejor marca mundial del año, tras su compatriota Elana Meyer, que hizo 8:32,00 en esa misma carrera.
Finalmente participó en los 3000 metros de los Juegos Olímpicos de Barcelona, representando a Sudáfrica. Pese a la gran expectación creada por su presencia, en el aspecto deportivo decepcionó y no pudo clasificarse para la final de su prueba. Este fue el final definitivo de su carrera deportiva.
En la actualidad, sigue poseyendo los récords mundiales junior de la milla (4:17,57 hecho en Zúrich en 1985) y de los 3000 metros (8:28,83 hecho en Roma en 1985). También ostenta los récords de Sudáfrica de 1500 m y de la milla, así como el récord británico de la milla.
En abril de 2006 solicitó el divorcio de su marido Mike Pieterse, y actualmente reside en Bloemfontein, con su madre y sus tres hijos: Mikey, Azelle y Lisa. Ella sigue corriendo cada día entre 16 y 24 kilómetros, aunque no a nivel competitivo.
Zola Budd fue una de las corredoras de media distancia con más talento en los años 1980, y su fulgurante irrupción internacional con solo 17 años hizo albergar grandes expectativas sobre ella. Sin embargo las controversias políticas y de otro orden que rodearon su figura, frustraron en parte su carrera.

## Marcas personales
- 1500 metros - 3:59,96 (Bruselas, 30 de agosto de 1985)
- Milla - 4:17,57 (Zúrich, 21 de agosto de 1985)
- 3000 metros - 8:28,83 (Roma, 7 de septiembre de 1985)
- 5000 metros - 14:48,07 (Londres, 26 de agosto de 1985)